# 大阪府第16区
大阪府第16区（おおさかふだい16く）は、日本の衆議院議員総選挙における選挙区。1994年（平成6年）の公職選挙法改正で設置。

## 区域
2013年（平成25年）公職選挙法改正以降の区域は以下のとおりである。中選挙区制度時代は旧5区に属していた。大阪府第二の市かつ政令指定都市である堺市のうち、中世から戦国時代にかけて貿易港・環濠都市であった堺を抱擁する堺区と郊外の東区と北区を区域とする選挙区である。
- 堺市
  - 堺区
  - 東区
  - 北区

2002年（平成14年）公職選挙法改正から2013年の小選挙区改定までの区域は以下のとおりである。
- 堺市
  - 堺・東・北の各支所管内[4]

1994年（平成6年）公職選挙法改正から2002年の小選挙区改定までの区域は以下のとおりである。
- 堺市
  - 本庁管内
  - 神石・百舌鳥・金岡・五ヶ荘・北八下・南八下・日置荘・登美丘・新金岡の各出張所管内[4]

## 歴史
大阪府下では大和川を挟んで隣接する3区や淀川沿いの5区・6区と並ぶ公明党の金城湯池として公明選挙区となっている。このため党の有力者である北側一雄が安定した戦いで当選を重ねていた。
しかし、2009年の第45回衆議院議員総選挙では、民主党の森山浩行が初当選し、比例重複していなかった北側は落選した。この結果初めて公明党以外の政党が議席を獲得することとなった。2012年の第46回衆議院議員総選挙では北側が議席を奪還、森山は比例復活もできず落選した。
2014年11月には維新の党が党幹事長の松井一郎大阪府知事を衆議院大阪16区支部長に選任し、立候補が取沙汰されたが、翌月の第47回衆議院議員総選挙では同党は候補者擁立を見送った。また、前回まで17区から立候補していた西村眞悟が次世代の党公認で16区に立候補した。北側が森山や西村の比例復活を許さず連勝した。
2017年の第48回衆議院議員総選挙では民進党が希望の党への合流並びに日本維新の会との間で大阪府下の小選挙区に候補者を擁立しない協力を受けて、民進党の当選挙区支部長であった森山は立憲民主党に移籍し、日本共産党が候補者を取り下げて北側との一騎打ちになったが、約11600票差をつけて北側が当選し、森山は比例復活当選で返り咲きを果たした。
2021年の第49回衆議院議員総選挙でも同様の構図となり、北側が約12000票差で勝利し、敗れた森山も比例復活で議席を守った。 なお、この選挙で立憲民主党は獲得議席数を減らしており、比例復活を含み大阪府選出では唯一の立憲民主党所属議員となった。
2023年には地方議会（大阪府議会・大阪市会並びに堺市議会）での連携の見返りとしてこれまで大阪・兵庫の公明選挙区で候補者擁立を見送っていた日本維新の会が協力関係の解消に踏み切り、候補者の擁立を決定。公明党は第50回衆議院議員総選挙を前に北側が引退し、参議院の山本香苗を鞍替え後継として出馬させたが、前堺市会議員で日本維新の会から出馬した黒田征樹に敗れ落選した（森山は比例復活）。

## 小選挙区選出議員
| 選挙名                 | 年     | 当選者   | 党派         |
| ---------------------- | ------ | -------- | ------------ |
| 第41回衆議院議員総選挙 | 1996年 | 北側一雄 | 新進党       |
| 第42回衆議院議員総選挙 | 2000年 | 北側一雄 | 公明党       |
| 第43回衆議院議員総選挙 | 2003年 | 北側一雄 | 公明党       |
| 第44回衆議院議員総選挙 | 2005年 | 北側一雄 | 公明党       |
| 第45回衆議院議員総選挙 | 2009年 | 森山浩行 | 民主党       |
| 第46回衆議院議員総選挙 | 2012年 | 北側一雄 | 公明党       |
| 第47回衆議院議員総選挙 | 2014年 | 北側一雄 | 公明党       |
| 第48回衆議院議員総選挙 | 2017年 | 北側一雄 | 公明党       |
| 第49回衆議院議員総選挙 | 2021年 | 北側一雄 | 公明党       |
| 第50回衆議院議員総選挙 | 2024年 | 黒田征樹 | 日本維新の会 |

## 選挙結果
時の内閣：第1次石破内閣 解散日：2024年10月9日 公示日：2024年10月15日
当日有権者数：32万4209人 最終投票率：54.07%（前回比：1.43%） （全国投票率：53.85%（2.08%））
| 当落 | 候補者名 | 年齢 | 所属党派     | 新旧 | 得票数   | 得票率 | 惜敗率 | 推薦・支持     | 重複 |
| ---- | -------- | ---- | ------------ | ---- | -------- | ------ | ------ | -------------- | ---- |
| 当   | 黒田征樹 | 44   | 日本維新の会 | 新   | 63,288票 | 37.29% | ――     |                |      |
|      | 山本香苗 | 53   | 公明党       | 新   | 55,474票 | 32.69% | 87.65% | 自由民主党推薦 |      |
| 比当 | 森山浩行 | 53   | 立憲民主党   | 前   | 50,943票 | 30.02% | 80.49% |                | ○    |

時の内閣：第1次岸田内閣 解散日：2021年10月14日 公示日：2021年10月19日
当日有権者数：32万6278人 最終投票率：55.50%（前回比：8.75%） （全国投票率：55.93%（2.25%））
| 当落 | 候補者名 | 年齢 | 所属党派                             | 新旧 | 得票数   | 得票率 | 惜敗率 | 推薦・支持               | 重複 |
| ---- | -------- | ---- | ------------------------------------ | ---- | -------- | ------ | ------ | ------------------------ | ---- |
| 当   | 北側一雄 | 68   | 公明党                               | 前   | 84,563票 | 50.81% | ――     | 自由民主党推薦           |      |
| 比当 | 森山浩行 | 50   | 立憲民主党                           | 前   | 72,571票 | 43.61% | 85.82% | 社会民主党大阪府連合推薦 | ○    |
|      | 西脇京子 | 49   | NHKと裁判してる党 弁護士法72条違反で | 新   | 9,288票  | 5.58%  | 10.98% |                          |      |

時の内閣：第3次安倍第3次改造内閣 解散日：2017年9月28日 公示日：2017年10月10日
当日有権者数：32万5021人 最終投票率：46.75%（前回比：4.41%） （全国投票率：53.68%（1.02%））
| 当落 | 候補者名 | 年齢 | 所属党派   | 新旧 | 得票数   | 得票率 | 惜敗率 | 推薦・支持     | 重複 |
| ---- | -------- | ---- | ---------- | ---- | -------- | ------ | ------ | -------------- | ---- |
| 当   | 北側一雄 | 64   | 公明党     | 前   | 77,335票 | 54.04% | ――     | 自由民主党推薦 |      |
| 比当 | 森山浩行 | 46   | 立憲民主党 | 元   | 65,780票 | 45.96% | 85.06% |                | ○    |

時の内閣：第2次安倍改造内閣 解散日：2014年11月21日 公示日：2014年12月2日
当日有権者数：31万6965人 最終投票率：51.16%（前回比：6.71%） （全国投票率：52.66%（6.66%））
| 当落 | 候補者名 | 年齢 | 所属党派   | 新旧 | 得票数   | 得票率 | 惜敗率 | 推薦・支持     | 重複 |
| ---- | -------- | ---- | ---------- | ---- | -------- | ------ | ------ | -------------- | ---- |
| 当   | 北側一雄 | 61   | 公明党     | 前   | 66,673票 | 43.19% | ――     | 自由民主党推薦 |      |
|      | 森山浩行 | 43   | 民主党     | 元   | 38,331票 | 24.83% | 57.49% |                | ○    |
|      | 西村眞悟 | 66   | 次世代の党 | 前   | 26,567票 | 17.21% | 39.85% |                | ○    |
|      | 益修一   | 36   | 日本共産党 | 新   | 22,809票 | 14.77% | 34.21% |                |      |

時の内閣：野田第3次改造内閣 解散日：2012年11月16日 公示日：2012年12月4日 最終投票率：57.87% （全国投票率：59.32%（9.96%））
| 当落 | 候補者名 | 年齢 | 所属党派             | 新旧 | 得票数   | 得票率 | 惜敗率 | 推薦・支持                       | 重複 |
| ---- | -------- | ---- | -------------------- | ---- | -------- | ------ | ------ | -------------------------------- | ---- |
| 当   | 北側一雄 | 59   | 公明党               | 元   | 86,464票 | 50.81% | ――     | 自由民主党推薦・日本維新の会推薦 |      |
|      | 森山浩行 | 41   | 民主党               | 前   | 42,328票 | 24.88% | 48.95% | 国民新党推薦                     | ○    |
|      | 岡井勤   | 61   | 日本共産党           | 新   | 23,652票 | 13.90% | 27.35% |                                  |      |
|      | 中村勝   | 61   | 二十一世紀日本維新会 | 新   | 17,711票 | 10.41% | 20.48% |                                  |      |

- 中村は2011年大阪府知事選挙に出馬したが、落選。二十一世紀日本維新会は日本維新の会とは無関係の政治団体。

時の内閣：麻生内閣 解散日：2009年7月21日 公示日：2009年8月18日 （全国投票率：69.28%（1.77%））
| 当落 | 候補者名   | 年齢 | 所属党派   | 新旧 | 得票数    | 得票率 | 惜敗率 | 推薦・支持 | 重複 |
| ---- | ---------- | ---- | ---------- | ---- | --------- | ------ | ------ | ---------- | ---- |
| 当   | 森山浩行   | 38   | 民主党     | 新   | 100,548票 | 48.05% | ――     |            | ○    |
|      | 北側一雄   | 56   | 公明党     | 前   | 84,883票  | 40.56% | 84.42% |            |      |
|      | 岸上倭文樹 | 64   | 日本共産党 | 新   | 19,379票  | 9.26%  | 19.27% |            |      |
|      | 中川義衛   | 49   | 幸福実現党 | 新   | 4,459票   | 2.13%  | 4.43%  |            |      |

時の内閣：第2次小泉改造内閣 解散日：2005年8月8日 公示日：2005年8月30日 （全国投票率：67.51%（7.65%））
| 当落 | 候補者名 | 年齢 | 所属党派   | 新旧 | 得票数   | 得票率 | 惜敗率 | 推薦・支持 | 重複 |
| ---- | -------- | ---- | ---------- | ---- | -------- | ------ | ------ | ---------- | ---- |
| 当   | 北側一雄 | 52   | 公明党     | 前   | 99,919票 | 51.46% | ――     |            |      |
|      | 樽井良和 | 38   | 民主党     | 前   | 70,048票 | 36.07% | 70.10% |            | ○    |
|      | 稲月直江 | 31   | 日本共産党 | 新   | 24,212票 | 12.47% | 24.23% |            |      |

時の内閣：第1次小泉第2次改造内閣 解散日：2003年10月10日 公示日：2003年10月28日 （全国投票率：59.86%（2.63%））
| 当落 | 候補者名 | 年齢 | 所属党派   | 新旧 | 得票数   | 得票率 | 惜敗率 | 推薦・支持 | 重複 |
| ---- | -------- | ---- | ---------- | ---- | -------- | ------ | ------ | ---------- | ---- |
| 当   | 北側一雄 | 50   | 公明党     | 前   | 74,718票 | 46.12% | ――     |            |      |
| 比当 | 樽井良和 | 36   | 民主党     | 新   | 63,867票 | 39.42% | 85.48% |            | ○    |
|      | 菅野泰介 | 62   | 日本共産党 | 新   | 23,434票 | 14.46% | 31.36% |            |      |

時の内閣：第1次森内閣 解散日：2000年6月2日 公示日：2000年6月13日 （全国投票率：62.49%（2.84%））
| 当落 | 候補者名 | 年齢 | 所属党派   | 新旧 | 得票数   | 得票率 | 惜敗率 | 推薦・支持 | 重複 |
| ---- | -------- | ---- | ---------- | ---- | -------- | ------ | ------ | ---------- | ---- |
| 当   | 北側一雄 | 47   | 公明党     | 前   | 64,150票 | 39.11% | ――     |            |      |
|      | 真砂泰三 | 64   | 無所属     | 新   | 51,055票 | 31.13% | 79.59% |            | ×    |
|      | 菅野泰介 | 59   | 日本共産党 | 新   | 48,815票 | 29.76% | 76.10% |            |      |

時の内閣：第1次橋本内閣 解散日：1996年9月27日 公示日：1996年10月8日 （全国投票率：59.65%（8.11%））
| 当落 | 候補者名   | 年齢 | 所属党派   | 新旧 | 得票数   | 得票率 | 惜敗率 | 推薦・支持 | 重複 |
| ---- | ---------- | ---- | ---------- | ---- | -------- | ------ | ------ | ---------- | ---- |
| 当   | 北側一雄   | 43   | 新進党     | 前   | 61,084票 | 38.29% | ――     |            |      |
|      | 真砂泰三   | 60   | 自由民主党 | 新   | 41,787票 | 26.20% | 68.41% |            | ○    |
|      | 岸上倭文樹 | 51   | 日本共産党 | 新   | 33,153票 | 20.78% | 54.27% |            |      |
|      | 西野方庸   | 41   | 民主党     | 新   | 23,489票 | 14.73% | 38.45% |            | ○    |